# Linia kolejowa Plzeň – Žatec
Linia kolejowa Plzeň – Žatec (Linia kolejowa nr 160 (Czechy)) – jednotorowa, regionalna i niezelektryfikowana linia kolejowa w Czechach. Łączy Pilzno i Žatec. Przebiega przez terytorium kraju pilzneńskigo i usteckiego.